# Diócesis de Itanagar
La diócesis de Itanagar (en latín: Dioecesis Itanagarensis y en inglés: Roman Catholic Diocese of Itanagar) es una circunscripción eclesiástica de la Iglesia católica en India. Se trata de una diócesis latina, sufragánea de la arquidiócesis de Guwahati. Desde el 7 de diciembre de 2005 su obispo es John Thomas Kattrukudiyil.

## Territorio y organización
La diócesis tiene 52 283 km² y extiende su jurisdicción sobre los fieles católicos de rito latino residentes en el estado de Arunachal Pradesh en los distritos de: Tawang, Kameng occidental, Kameng oriental, Papum Pare, Alto Subasini, Bajo Subasini, Kurung Kamey, Siang occidental, Siang oriental y Alto Siang.
La sede de la diócesis se encuentra en la ciudad de Itanagar, en donde se halla la Catedral de San José.
En 2021 en la diócesis existían 42 parroquias.

## Historia
La diócesis fue erigida el 7 de diciembre de 2005 con la bula Cum nuper del papa Benedicto XVI, obteniendo el territorio de la diócesis de Tezpur.

## Estadísticas
Según el Anuario Pontificio 2022 la diócesis tenía a fines de 2021 un total de 83 822 fieles bautizados.
| Año                                                                             | Población            | Población | Población      | Sacerdotes | Sacerdotes    | Sacerdotes    | Bautizados por sacerdote | Diáconos permanentes | Religiosos | Religiosos | Parroquias |
| Año                                                                             | Bautizados católicos | Total     | % de católicos | Total      | Clero secular | Clero regular | Bautizados por sacerdote | Diáconos permanentes | Varones    | Mujeres    | Parroquias |
| ------------------------------------------------------------------------------- | -------------------- | --------- | -------------- | ---------- | ------------- | ------------- | ------------------------ | -------------------- | ---------- | ---------- | ---------- |
| 2005                                                                            | 101 689              | 664 895   | 15.3           | 25         | 3             | 22            | 4067                     |                      | 32         | 40         | 11         |
| 2006                                                                            | 72 000               | 670 973   | 10.7           | 37         | 13            | 24            | 1945                     |                      | 31         | 73         | 18         |
| 2013                                                                            | 75 182               | 825 590   | 9.1            | 82         | 12            | 70            | 916                      |                      | 79         | 137        | 30         |
| 2016                                                                            | 80 000               | 898 000   | 8.9            | 101        | 12            | 89            | 792                      |                      | 98         | 160        | 32         |
| 2019                                                                            | 82 581               | 771 564   | 10.7           | 118        | 20            | 98            | 699                      |                      | 106        | 160        | 39         |
| 2021                                                                            | 83 822               | 772 964   | 10.8           | 122        | 24            | 98            | 687                      |                      | 107        | 166        | 42         |
| Fuente: Catholic-Hierarchy, que a su vez toma los datos del Anuario Pontificio. |                      |           |                |            |               |               |                          |                      |            |            |            |

## Episcopologio
- John Thomas Kattrukudiyil, desde el 7 de diciembre de 2005